# Cipta Muda
Cipta Muda is een bestuurslaag in het regentschap Ogan Komering Ulu van de provincie Zuid-Sumatra, Indonesië. Cipta Muda telt 1637 inwoners (volkstelling 2010).